# 联邦学生援助免费申请表
联邦学生资助免费申请表（英語：Free Application for Federal Student Aid，FAFSA）是由美国大学生（本科生和研究生）為申請經濟補助而填写的一种表格。FAFSA的歷史可以追溯到1965年美國總統林登·约翰逊颁布的《高等教育法案》（HEA），该法案提到美国政府應該向有困難的学生提供经济援助。